# René Clair
René Clair (født 11. november 1898, død 15. marts 1981) var en fransk filminstruktør.
I 1958 vandt han Bodilprisen for bedste europæiske film for I en udkant af Paris. Han blev medlem af l'Académie française i 1960.

## Udvalgte film
- Sous les toits de Paris (1930)
- À nous la liberté (1931)
- En af os er morderen (amerikansk produktion 1945, efter Agatha Christies roman af samme navn)
- I en udkant af Paris (1957)